# Rango
Rango er en amerikansk computeranimeret familiewestern instrueret af Gore Verbinski. Rango var en kritikerrost og kommerciel succes, og vandt en Oscar for bedste animationsfilm ved Oscaruddelingen 2012.
Filmen handler om kamæleonen Rango, der ved et tilfælde ender i byen Støv (engelsk Dirt), der har hårdt brug for en sheriff. Den har Johnny Depp, Isla Lang Fisher, Bill Nighy, Abigail Breslin, Alfred Molina, Harry Dean Stanton, Ray Winstone, Timothy Olyphant og Ned Beatty på rollelisten. Den danske synkronisering af filmen har Caspar Phillipson, Pernille Vallentin, Nis Bank-Mikkelsen, Emma Sehested Høeg, Søren Spanning, Peter Zhelder, Steen Rasmussen og Lars Knutzon på rollelisten.

## Produktion
Filmen blev produceret af Nickelodeon Movies, Verbinskis produktionsselskab Blind Vink og Graham Kings GK Films. CGI-animationen blev lavet af Industrial Light & Magic, og blev deres første animationsspillefilmsproduktion. Det er også Verbinskis første animationsfilm. Under stemmeoptagelserne fik skuespillerne kostumer og kulisser, for at "hjælpe dem med at få følelsen af det vilde vesten." Hovedrollen Johnny Depp havde 20 dage til at lægge stemme til Rango Verbinske sagde, at hans forsøg med Rango var at lave en "lille" film, efter hans arbejde med den storslåede Pirates of the Caribbean-trilogi, men at han undervurderede hvor besværlige og tidskrævende arbejdet med animationsfilm er.

## Modtagelse
Rango fik meget positive anmeldelser. Filmen har en rating på 88% på siden Rotten Tomatoes, baseret på 200 anmeldelser. Richard Corliss fra Time Magazine roste filmens "kløgtige humor" og kaldte skuespillerne "fejlfri." Han placerede den senere som en af de 10 bedste film i 2011. Søren Vinterberg fra Politiken gav filmen 5 ud af 6 stjerner, og roste både animationsarbejdet, Hans Zimmers musik, og de danske skuespilleres synkronisering. Henning Høegh fra BT gav filmen fuldt hus med 6 stjerner og kaldte filmen en "super genial tegnefilm." En af de dårligere anmeldelser var Katrine Sommer Boysens i Jyllandsposten, der gav filmen tre ud af seks stjerner, og sagde at "Som genreparodi er ”Rango” ganske underholdende, men plottet er for spinkelt til at udgøre en helstøbt film."

## Medvirkende
| Rolle                 | Originale stemmer  | Danske stemmer     |
| --------------------- | ------------------ | ------------------ |
| Rango                 | Johnny Depp        | Caspar Phillipson  |
| Bønne                 | Isla Lang Fisher   | Pernille Vallentin |
| Priscilla             | Abigail Breslin    | Emma Sehested Høeg |
| Borgmester            | Ned Beatty         | Lars Knutzon       |
| Klapperslange Jake    | Bill Nighy         | Nis Bank-Mikkelsen |
| Senõr Flan            | George DelHoyo     | Jens Jørn Spottag  |
| Waffles               | James Ward Byrkit  | Allan Olsen        |
| Spoons                | Alex Manugian      | Torben Zeller      |
| Roadkill              | Alfred Molina      | Søren Spanning     |
| Bad Bill              | Ray Winstone       | Søren Spanning     |
| Doc                   | Stephen Root       | Kjeld Nørgaard     |
| Merrymack             | Stephen Root       | Henrik Koefoed     |
| Balthazar/Fatter      | Harry Dean Stanton | Peter Zhelder      |
| Selveste Vestens Sjæl | Timothy Olyphant   | Steen Rasmussen    |